# Aéroport de Kwail
L'aéroport de Kwail (과일비행장) est un aéroport militaire nord-coréen situé à Kwail, dans la province de Hwanghae du Nord, en Corée du Nord.

## Installations
L'installation dispose d'une seule piste en béton orientée 15/33 mesurant 2 484 mètres. Elle dispose d'une voie de circulation parallèle sur toute la longueur de la piste avec des aires de trafic à chaque extrémité, ainsi que d'une voie de circulation s'étendant sur 1,7 kilomètres au sud jusqu'aux abris pour avions. La base abrite un régiment de chasse composé de 44 avions MiG-21.